# Sinnamary (Fluss)
Der Sinnamary ist ein Fluss in Frankreich, der im Überseedépartement Französisch-Guayana in der gleichnamigen Region Französisch-Guayana verläuft. Er entspringt im Herzen des Amazonasparks von Guayana (frz.: Parc amazonien de Guyane), im Gemeindegebiet von Saint-Élie, entwässert generell in nördlicher Richtung, durchströmt den rund 350 km² großen Stausee des Petit-Saut-Staudamms (frz.: Retenue du Barrage de Petit Saut) und mündet nach 290 Kilometern an der Pointe des Palétuviers, im Gemeindegebiet von Sinnamary, in der Bucht Anse Canceler in den Atlantischen Ozean. Unterhalb des Ortes Sinnamary ist der Fluss bereits den Gezeiten ausgesetzt und bildet ein etwa 10 Kilometer langes Ästuar.

## Orte am Fluss
- Saint-Élie
- Sinnamary

## Nebenflüsse
| Linke Nebenflüsse: - Neptune - Parasol - Alaparoubo - Saül - Koursibo - Leblond - Tigre | Rechte Nebenflüsse: - Frères des Anicet - Péril |